# Futalognkosaurus
Futalognkosaurus dukei
Genre
Espèce
Futalognkosaurus est un genre fossile de dinosaure sauropode dont le premier représentant a été décrit en 2007. Il vivait au Crétacé il y a environ 87 millions d'années et ses fossiles ont été retrouvés en 2000 dans la province de Neuquén en Argentine.
L'origine du nom du genre est dérivée du mapudungun, langue des Mapuches, peuple autochtone de la région. Il doit être prononcé fou-ta-long-koh-saurus — fouta signifie « géant », lognko « chef ». Son nom entier signifie donc « lézard chef géant ».

## Description
La seule espèce connue, l'espèce type, est Futalognkosaurus dukei, un herbivore, initialement estimé comme ayant une taille de 32 à 34 mètres de long. Comme souvent avec les dinosaures, cette taille est ensuite révisée et, en 2008, elle est estimée à 26 mètres. En 2012, Holtz l'a estimée à 28 mètres de long, avec un poids approximatif de 43 à 51 tonnes. Une estimation par Gregory S. Paul en 2016 donnait à Futalognkosaurus une longueur maximale de 30 mètres et un poids d'environ 50 tonnes . En 2016, en utilisant des équations estimant la masse corporelle en fonction de la circonférence de l'humérus et du fémur des animaux quadrupèdes, on lui a accordé un poids estimé de 38,1 tonnes. En 2019, Paul a estimé le poids de l'échantillon d'holotype (MUCPv-323) à 29 tonnes ce qui en fait tout de même l'un des animaux terrestres les plus pesants ayant existé, avec un appui de près de sept tonnes par membre, mais plus de douze en marche, autant que deux éléphants de savane mâles adultes.
Les découvreurs des fossiles ont défini un nouveau clade dans la famille des Titanosauridae pour le groupe contenant Futalognkosaurus et Mendozasaurus, leurs ancêtres communs et leurs descendants, qu'ils ont appelé Lognkosauria (les groupes frères de Lognkosauria sont : Antarctosaurinae, Atacamatitan, Baurutitan, Hypselosaurus, Laplatasaurus, Megaloolithidae, Titanosaurinae, Trigonosaurus).